# 韓昇洲
韓昇洲（韓語：한승주、1940年9月13日—）韓国外交官、政治家。曾任外務部（現外交部）部長和駐美国大使。高丽大学政治外交系教授。

## 生平

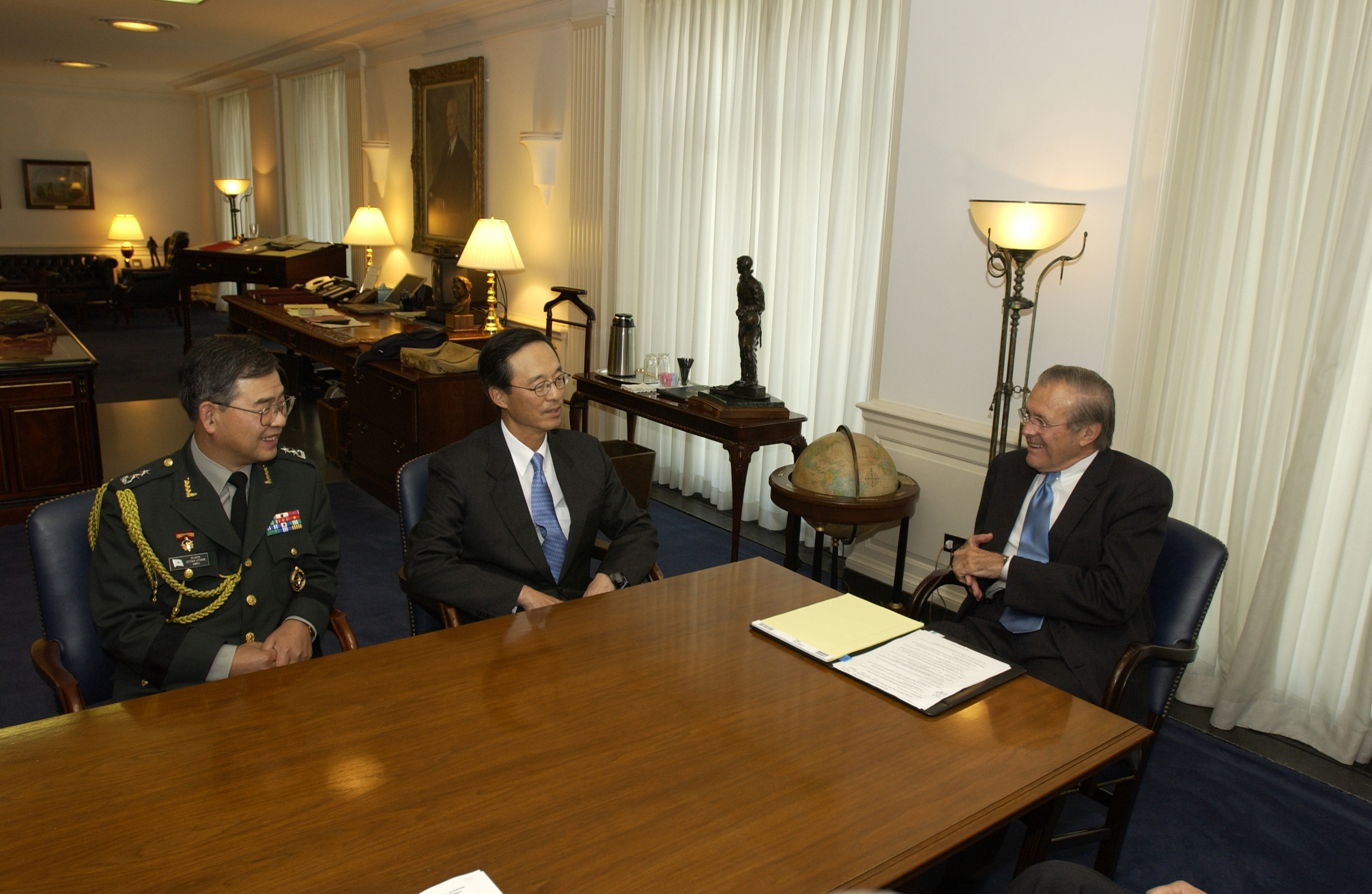
韓昇洲駐美大使（中）與韓國駐美使館武官文榮漢少將（左）會見美國防長拉姆斯菲尔德（右）

1962年首尔大学外交学科毕业。1964年取得美国新罕布什尔州大学政治学硕士。1970年取得柏克萊加州大學政治学博士学位。1978年担任高麗大学政治外交学科教授，2006年退休。
韓氏於外交界服務期間，於1993年2月至1994年12月担任外務部部長，2003年4月至2005年2月担任駐美大使。
2002年6月-2003年2月和2007年3月-2008年1月担任高麗大学校代理校长。

## 荣誉
- 秘鲁太阳勋章（1993年7月2日）[3]